# جیمز ای میچنر
جیمز آلبرت میچنر (به انگلیسی: James Albert Michener) رمان‌نویس و نویسنده داستان کوتاه آمریکایی و برنده جایزه پولیتزر برای داستان در سال ۱۹۴۸

## کتایشناسی
- جنوب اقیانوس آرام
- سایانورا